# Le Mahabharata
Cet article concerne la série télévisée. Pour le poème original sanskrit, voir Mahabharata.
Le Mahabharata (The Mahabharata) est un film de 171 minutes (sorti le 24 janvier 1989 en France), et une mini-série télévisée internationale en 6 épisodes de 55 minutes, réalisée par Peter Brook, diffusée en 1989, d'après sa mise en scène théâtrale, elle-même inspirée du texte hindou du Mahabharata.

## Synopsis
Le Mahabharata est l'un des livres les plus anciens de l'humanité. Il compte près de 12 000 pages (c’est-à-dire presque 15 fois la Bible) et plus de 200 000 vers. Écrit en sanscrit, il est l'origine même de la religion, de l'histoire et de la pensée indienne. Le film de Peter Brook raconte, en plusieurs chapitres, l'histoire des Pandavas et des Kauravas, deux familles cousines qui se querellent pour savoir qui doit régner sur le monde. "La partie de Dés "raconte la naissance et l'enfance des héros, les origines fabuleuses des protagonistes, les premiers conflits et l'inégal partage du Royaume. "L'Exil dans la forêt" met en scène les années d'obscurité, comment chaque camp acquiert des armes dévastatrices et l'approche inévitable de la destruction ultime. Le monde y est régi par la dissimulation et le mensonge alors que les sages s'échinent à préserver la paix. "La guerre" décrit des batailles monumentales dont dépendra l'avenir de l'univers. De nombreux héros vont mourir les uns après les autres au cours de combats impressionnants. Les vainqueurs resteront seuls dans un monde dévasté. Un règne de 36 années heureuses mènera les héros vers le Paradis, "un monde de rêves".

## Production
À propos de l'épopée dont s'inspire la série, le réalisateur Peter Book affirme [réf. nécessaire] : « Le Mahabharata  est une épopée, avec des héros et des dieux, des animaux fabuleux. En même temps, l'œuvre est intime. C'est-à-dire que les personnages sont vulnérables, pleins de contradictions, totalement humains. »

## Fiche technique
- Musique originale : Tsuchitori Toshiyuki et Rabindranath Tagore
- Durée :
  - Série : 318 minutes (6 épisodes de 55 minutes en France)
  - Film : 171 minutes
- Pays :  Royaume-Uni,  Japon,  Danemark,  France,  Belgique,  États-Unis,  Australie,  Irlande,  Islande,  Suède,  Portugal,  Norvège,  Pays-Bas et  Finlande

## Distribution
- Robert Langton-Lloyd : Vyasa
- Antonin Stahly-Vishwanadan : Boy
- Bruce Myers : Ganesha/Krishna
- Vittorio Mezzogiorno : Arjuna
- Andrzej Seweryn : Yudhishthira
- Georges Corraface : Duryodhana
- Jean-Paul Denizon : Nakula
- Mahmoud Tabrizi-Zadeh : Sahadeva
- Mallika Sarabhai : Draupadi
- Miriam Goldschmidt : Kunti
- Ryszard Cieslak : Dhritharashtra
- Hélène Patarot : Gandhari
- Myriam Tadesse : La servante de Gandhari
- Urs Bihler : Dushassana
- Lou Bihler : Karna jeune
- Jeffrey Kissoon : Karna
- Maurice Bénichou : Kitchaka
- Yoshi Oida : Drona
- Sotigui Kouyaté : Parashurama / Bishma
- Tuncel Kurtiz : Shakuni
- Ciarán Hinds : Ashwattaman
- Erika Alexander : Madri / Hidimbi
- Bakary Sangaré : Le soleil / Rakshasa / Ghatotkatcha
- Tapa Sudana : Pandu/Shiva
- Akram Khan : Ekalavya
- Nolan Hemmings : Abhimanyu
- Hapsari Hardjito : La femme d'Abhimanyu
- Mas Soegeng : Virata
- Yumi Nara : La femme de Virata
- Amba Bihler : La fille de Virata
- Tamsir Niane : Urvasi
- Lutfi Jakfar : Uttara
- Gisèle Hogard : La première princesse
- Julie Romanus : La seconde princesse
- Abbi Patrix : Salvi
- Mamadou Dioumé : Bhima
- Kên Higelin : L'enfant immortel
- Corinne Jaber : Amba / Sikhandin
- Joseph Kurian : Drishtadyumna
- Clément Masdongar : Gazelle
- Leela Mayor : Satyavati
- Velu Vishwananan : L'ermite